# Igreja de São João em Bragora

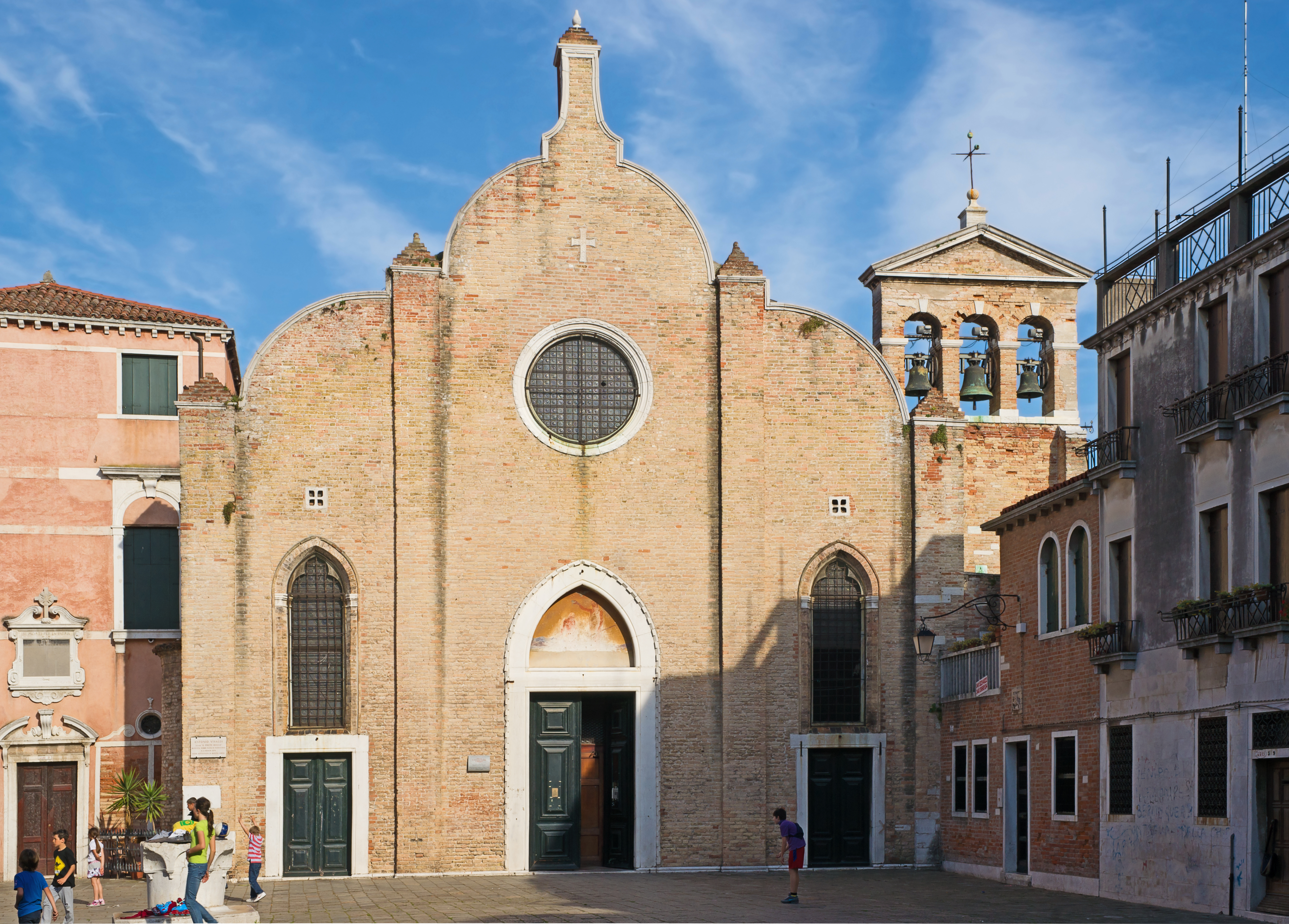
Igreja de São João em Bragora.

A Igreja de São João em Bragora (em italiano:  Chiesa di San Giovanni in Bragora) é uma igreja de Veneza (Itália), templo católico situado no sestiere de Castello.
Foi fundada em princípios do século VIII, supostamente por São Magno de Oderzo. No século seguinte, com o Doge Pietro III Candiano, foi reconstruída para albergar as supostas relíquias de São João Batista, a quem está dedicada, e de novo em 1178. Pietro Barbo, futuro Papa Paulo II, e Antonio Vivaldi foram ambos batizados nesta igreja.
O aspeto actual deve-se à sua última renovação (1475-1505), que manteve a planta de basílica mas juntou uma fachada de tijolo num estilo gótico local tardio, e uma fachada dividida em três secções.
No interior podem ver-se obras de Cima da Conegliano e Alvise Vivarini, bem como um teto sustentado com vigas de madeira.

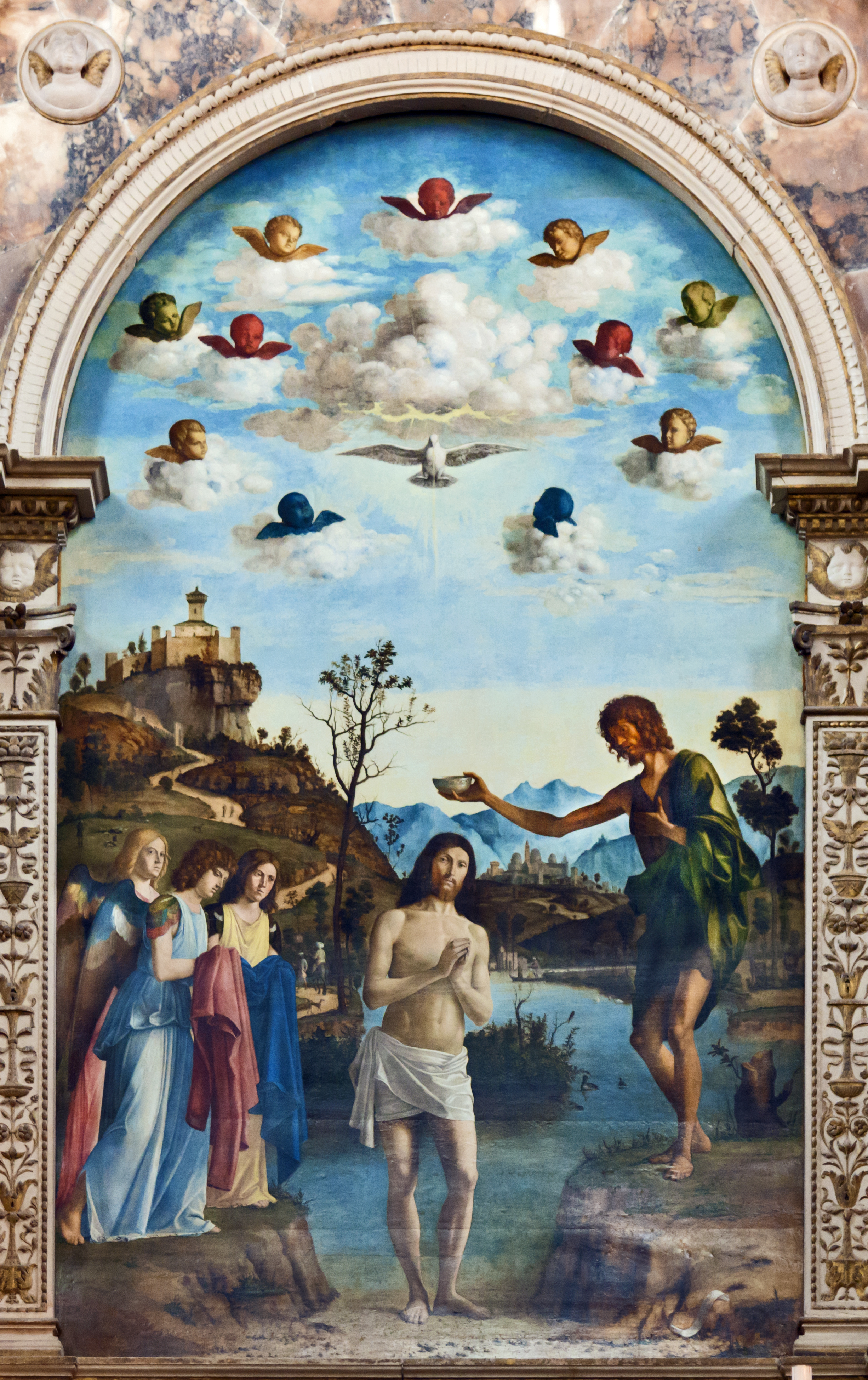
Cima da Conegliano O Batismo de Cristo
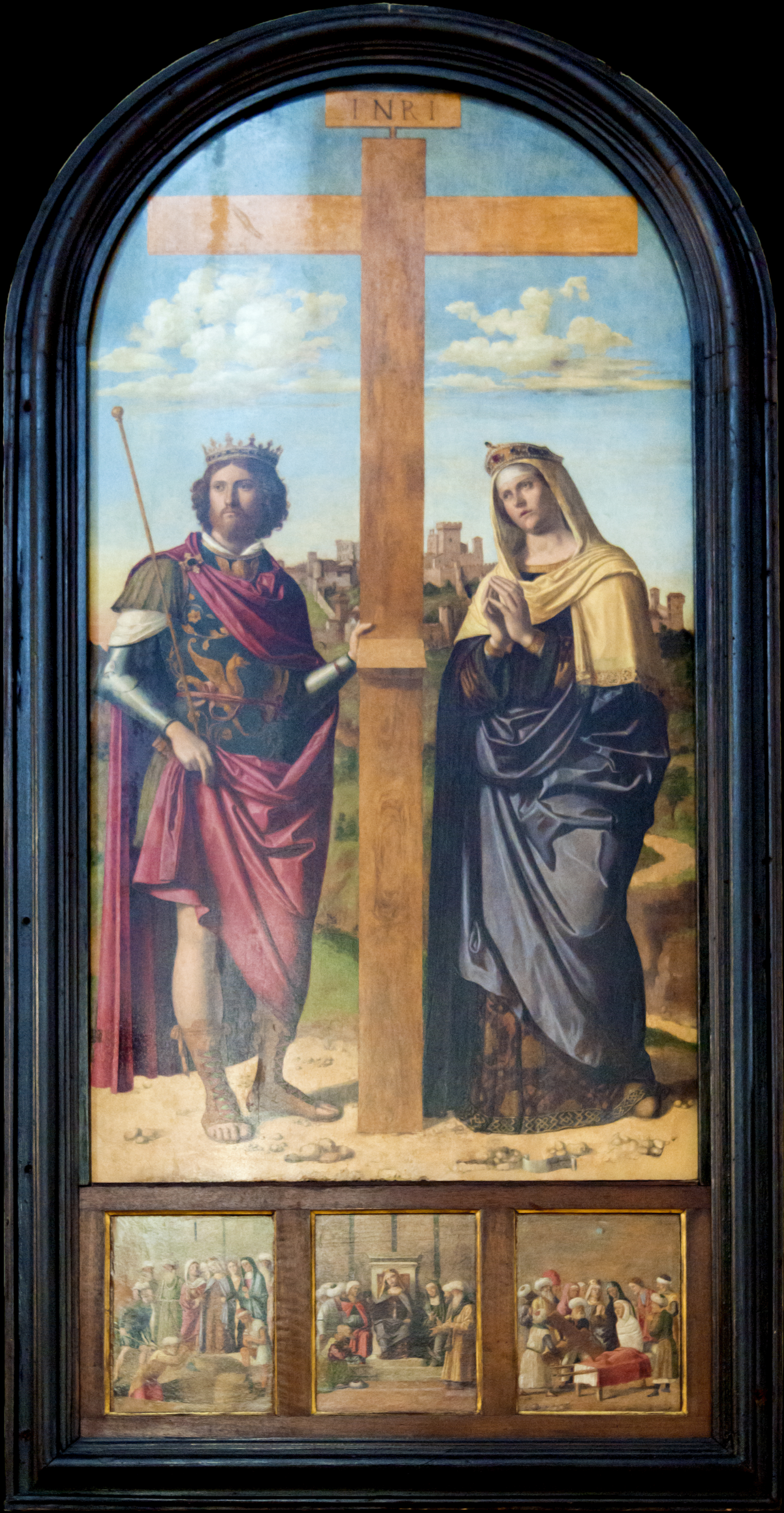
Cima da Conegliano Sant'Elena e Costantino ai lati della Croce
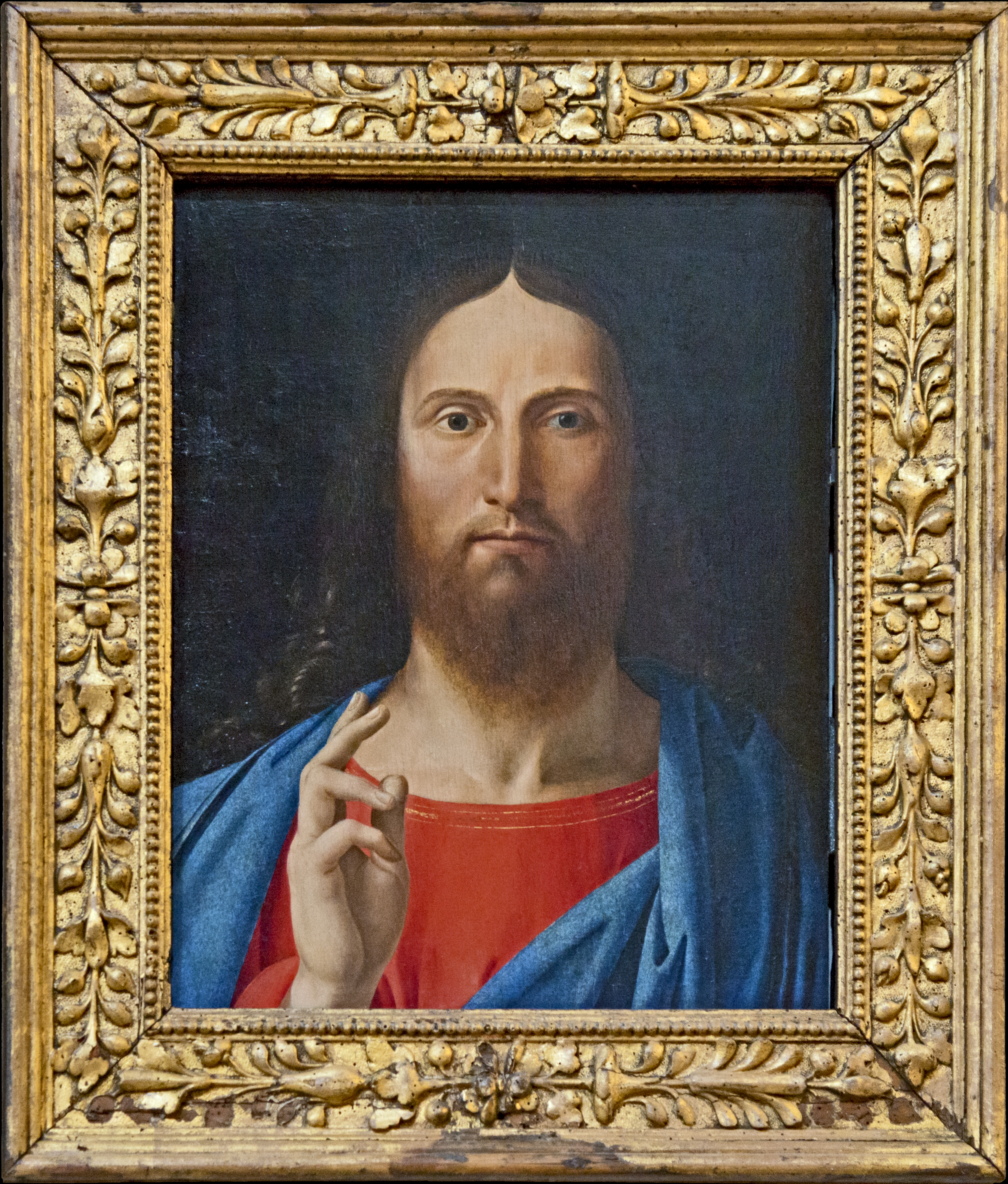
Alvise Vivarini, Cristo benedicente
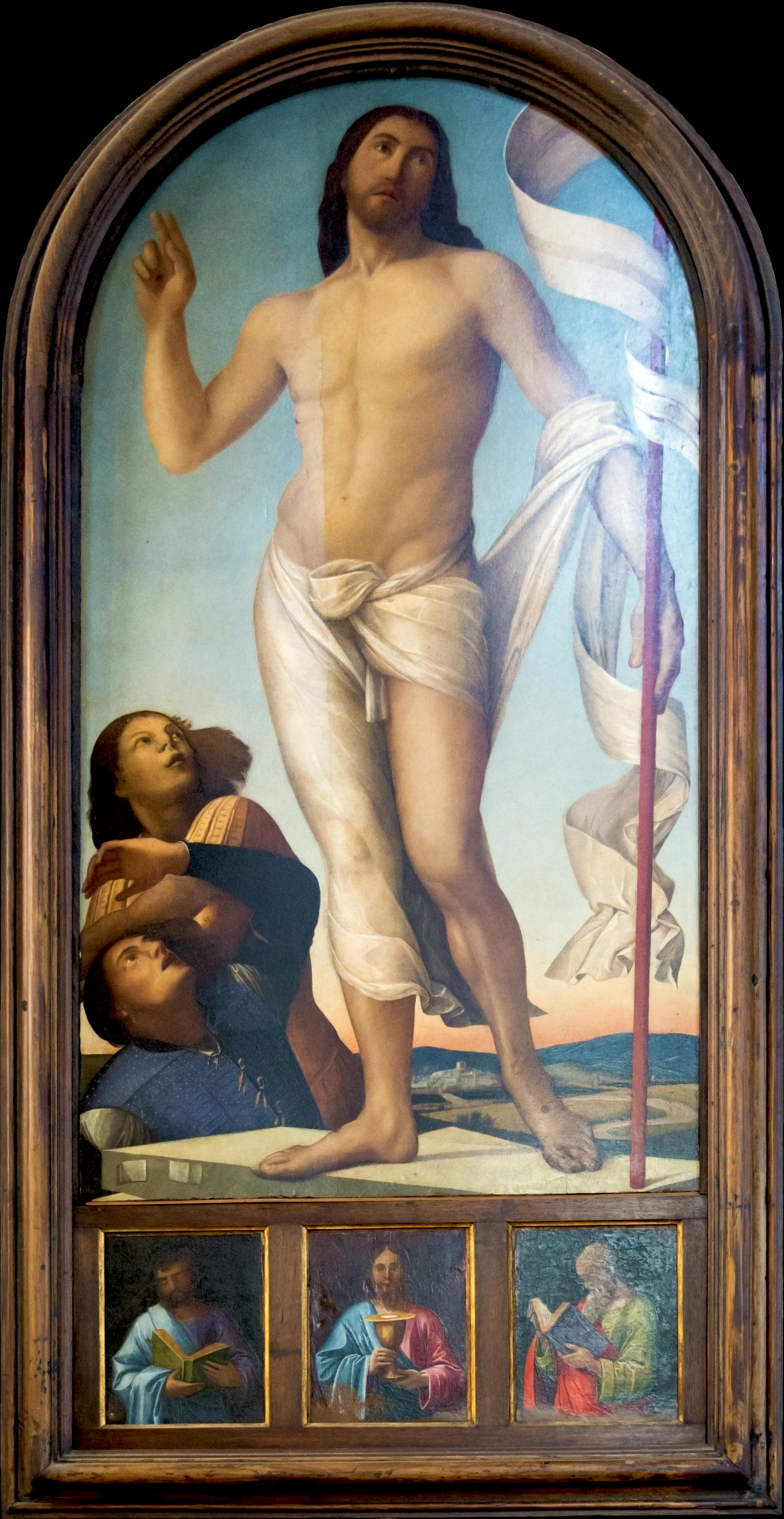
Alvise Vivarini, Cristo risorto
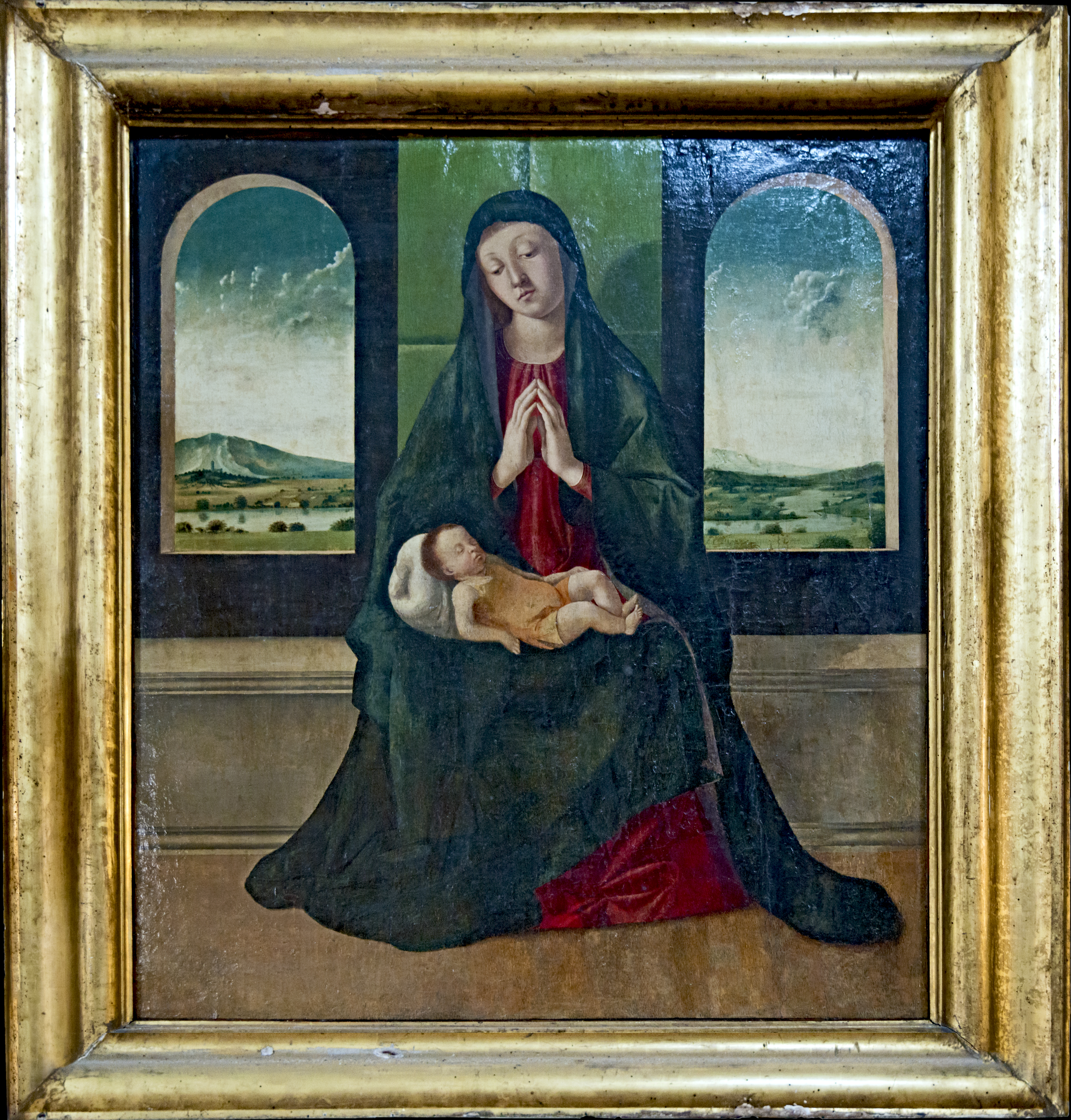
Alvise Vivarini, Madonna col Bambino
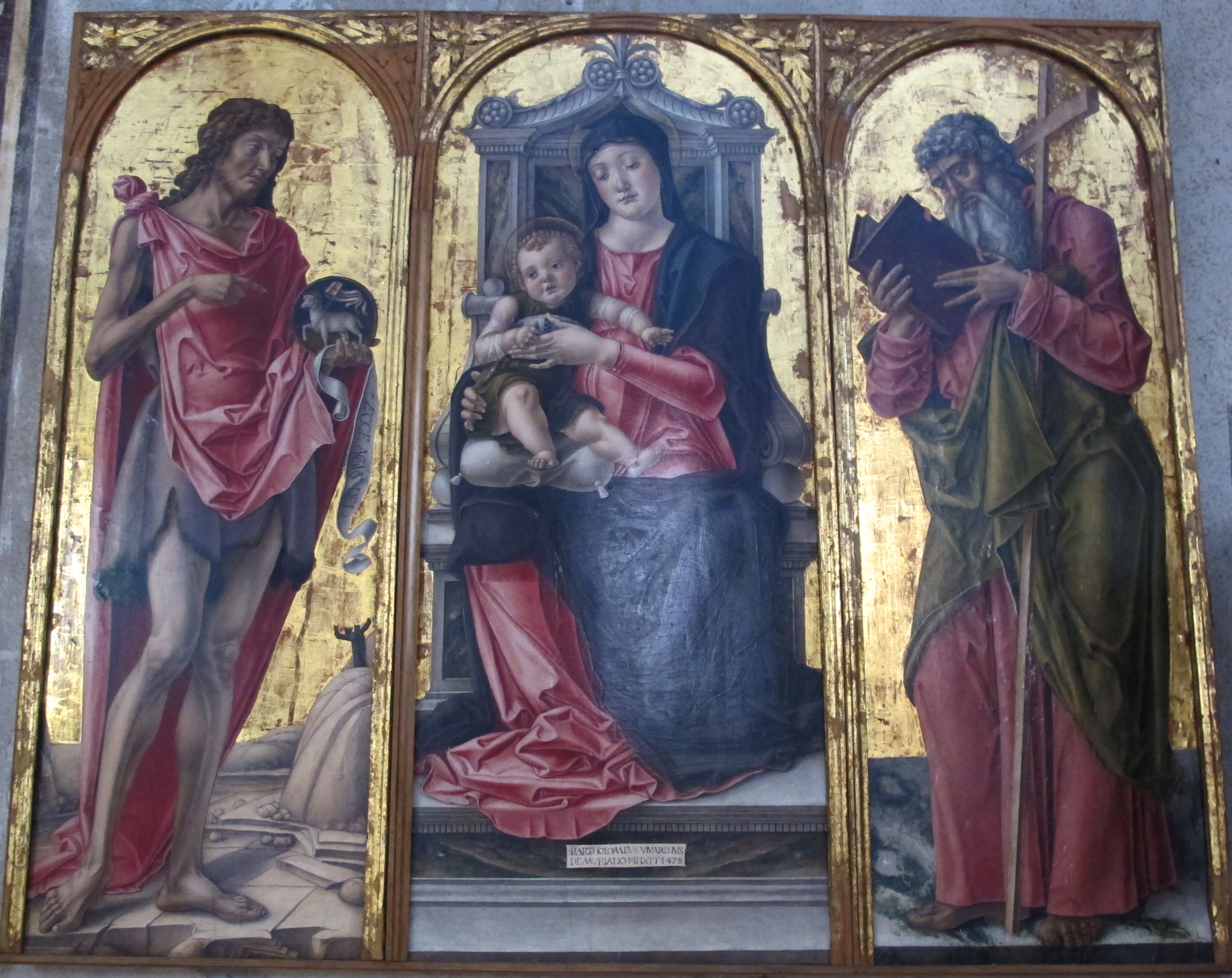
Bartolomeo Vivarini Madonna col Bambino e Santi

A origem do termo Bragora é incerta, podendo derivar do grego agorá (praça), em referência ao campo que fica em frente à igreja, ou de termos do dialeto local bragora («mercado») ou bragolare («pescar»).